# Стадухино (Свердловская область)
Стадухино — деревня в Свердловской области, входящая в муниципальное образование Артинский городской округ. Расположена в 26 км на юго-юго-восток от административного центра — посёлка городского типа Арти. Входит в состав Староартинского сельского совета.

## Население
По данным 2010 года, в деревне проживает 75 человек.